# Legión del Sham
La Legión del Sham (en árabe: فيلق الشام‎, Faylaq Al-Sham), es un grupo rebelde islamista formado el 10 de marzo de 2014, durante la Guerra Civil Siria. El grupo se opone a las fuerzas gubernamentales de Bashar al-Asad, así como al Estado Islámico de Irak y el Levante.

## Historia
La Legión del Sham se formó para consolidar la fuerza de los rebeldes islamistas moderados, como respuesta a la formación de grupos unidos como el Frente Islámico o el Frente de los Revolucionarios de Siria, ambos a finales de 2013. La alianza se formó a partir de 19 grupos distintos, algunos de los cuales habían estado afiliados a los Hermanos Musulmanes de Siria. Sin embargo, tras su creación el grupo trató de cortar todos sus lazos con los Hermanos Musulmanes en un intento de conseguir el apoyo financiero de Arabia Saudí, dada su mala relación con los Hermanos.
Su líder es Mondher Saras, un exmiembro del Consejo Militar rebelde de Homs.